# Marina Magali
Marina Magalí es una actriz argentina. Es principalmente conocida por ser la coprotagonista del clásico film de Leonardo Favio Nazareno Cruz y el lobo (1975).

## Biografía
A principios de la década del '70 Magalí trabajaba como maestra jardinera cuando el director de cine Leonardo Favio la descubrió por casualidad y decidió que interpretara a Griselda, la protagonista de su drama fantástico Nazareno Cruz y el lobo, lanzada en 1975. El film fue un gran éxito de crítica y público, y la catapultó a la fama nacional. Luego, en 1979, Magalí participa de Juventud sin barreras.
También actuó en papeles secundarios en las películas Se acabó el curro, El cazador de la muerte (Deathstalker) (1983), Wizards of the Lost Kingdom (1985) de Hector Olivera, y Traición y venganza. En televisión participó en El mundo de Antonio Gasalla.
Interpretó dos papeles menores en las coproducciones argentino-estadounidenses Entre rejas (Jailbird Rock) (1985) —un film musical que también mezcla los géneros de drama carcelario y «exploitation film», y donde aparece acreditada como "Mary Gale"—, y The Stranger (1987) de Adolfo Aristarain. Tras estas apariciones Magalí se retira de la actuación hasta la actualidad.
En 2010, en una de sus pocas apariciones en público, asiste al estreno de la versión musical de Nazareno Cruz y el lobo, cuyas funciones se realizaron en el Teatro El Círculo de Rosario.

## Filmografía
- Nazareno Cruz y el lobo (1975)
- Juventud sin barreras (1979)
- Deathstalker (El cazador de la muerte, 1985)
- Wizards of the Lost Kingdom (Los hechiceros del reino perdido, 1985)
- The Stranger (1987)
- Entre rejas (1988)